# Coryphoblennius galerita
Genre
Espèce
Statut de conservation UICN

 LC  : Préoccupation mineure
La blennie coiffée, Coryphoblennius galerita, est une espèce de poissons marins appartenant à la famille des Blenniidae. Il s'agit de la seule espèce du genre Coryphoblennius.

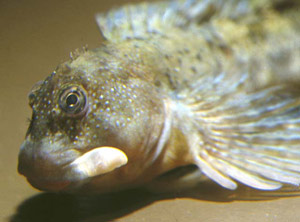
Coryphoblennius galerita